# Platyarthrus codinai
Platyarthrus codinai là một loài chân đều trong họ Platyarthridae. Loài này được Arcangeli miêu tả khoa học năm 1924.